# Царева Гора
Царева Гора — деревня в Великоустюгском районе Вологодской области.
Входила в состав Нижнеерогодского сельского поселения, с точки зрения административно-территориального деления — в Нижнеерогодский сельсовет. До 2001 года входила в Луженгский сельсовет. В результате объединения Нижнеерогодского сельского поселения с Марденгским входит в состав Марденгского сельского поселения с административным центром в деревне Благовещенье.
Расстояние до районного центра Великого Устюга по автодороге — 34 км, до бывшего центра муниципального образования Лодейки по прямой — 9 км. Ближайшие населённые пункты — Заручевье, Мякальская Слобода, Пупышево.
По данным переписи в 2002 году постоянного населения не было.